# Mohamed Kamel Moursey Pacha
Mohamed Kamel Moursey Pacha, né le 19 janvier 1889 à Tahta (Sohag) et décédé le 21 décembre 1957, est un juriste égyptien et professeur de droit civil, ancien président de l'université du Caire, doyen de la faculté de droit de l'université du Caire, ancien ministre de la Justice, ancien président du Conseil d’État égyptien, Conseiller à la Cour de cassation égyptienne, fondateur de la Revue Al Qanoun Wal Iqtisad[source insuffisante] et rédacteur en chef de L'Égypte contemporaine: revue de la Société Khédiviale d'économie politique, de statistique et de législation,.

## Biographie
Mohamed Kamel Moursey a obtenu sa licence en droit de l'École khédiviale de droit du Caire en 1910, puis obtient son doctorat en droit à Dijon en 1914. Il a travaillé comme avocat du 10 juin 1914 à décembre 1915. 
En 1915, il a été nommé substitut du procureur général. En 1919, il devient directeur de l'administration des awqafs el malakeya au Palais d'Abedin.
Il a été professeur à la faculté de droit de l’université Fouad 1er du Caire et ancien doyen de cette faculté (en 1928). Il a été également conseiller à la Cour de cassation égyptienne et ancien ministre de la Justice (1946). 
Il contribua à l'élaboration de la loi portant création du Conseil d’État égyptien et il a été le premier président du Conseil d’État égyptien en septembre 1946.

## Œuvres
- De l'étendue du droit de propriété en Égypte : étude historique, juridique et comparée, Thèse, Dijon, 1914.